# Araceli Celestino Rosas
Araceli Celestino Rosas (Santiago Miahuatlán, Puebla, 18 de febrero de 1977). Es una política mexicana, miembro del Partido del Trabajo. Ha sido presidenta municipal de Coyomeapan, Puebla y diputada federal para el periodo 2021-2024. Actualmente, es diputada local para el periodo 2024-2027.

## Biografía
Es licenciada en Derecho egresada de la Universidad Interamericana para el Desarrollo. De 1995 a 1999 fue auxiliar de visitador de la Procuraduría Agraria en Tehuacán, de 1999 a 2002 secretaria general del ayuntamiento del municipio de Santiago Miahuatlán y entre 2003 y 2008 fue auxiliar de mesa vespertina en el Ministerio Público de Tehuacán.
En 2011, su hermano David Celestino Rosas fue elegido presidente municipal de Coyomeapan y la nombró presidenta del DIF municipal durante su periodo, que concluyó en 2014. Al término de este cargo, en las elecciones de 2013 fue a su vez elegida presidenta municipal de Coyomeapan postulada por una coalición del Partido Revolucionario Institucional y el Partido Verde Ecologista de México, y sucediendo en el cargo a su hermano en el periodo de 2014 a 2018. Al concluir ella su cargo en 2018, fue sucedida nuevamente por su hermano David Celestino Rosas, postulado en esta ocasión por el partido Pacto Social de Integración. Finalmente al concluir su periodo David Celestino en 2021, fue elegido presidente municipal Rodolfo García López, esposo de Araceli Celestino Rosas, ante lo cual sectores de la población ha señalado a la familia de acaparar el poder de manera caciquil y de diversos delitos, y se negaron a reconocer el triunfo de García López en las elecciones de 2021.
En 2021 fue postulada candidata a diputada federal por el Distrito 15 de Puebla por la coalición Juntos Hacemos Historia. Resultó elegida a la LXV Legislatura donde integró en el grupo parlamentario del Partido del Trabajo. En la Cámara de Diputados ha ocupado los cargos de secretaria de las comisiones de Ciencia, Tecnología e Innovación; y, de Atención a Grupos Vulnerables; además de integrante de las comisiones de Economía, Comercio y Competitividad; de Seguridad Ciudadana; y, de Vivienda.